# C++20
C++20 est une version de la norme ISO / IEC définissant le langage de programmation C++. La norme a été techniquement finalisée par le WG21 lors de la réunion de Prague en février 2020, approuvée le 4 septembre 2020,, et publiée par l'ISO en décembre 2020.
Le dernier working draft gratuit est le N4861, qui date du 1er avril 2020, les seules différences avec le standard étant des corrections éditoriales.

## Fonctionnalités
C++20 ajoute plus de nouvelles fonctionnalités majeures que C++14 ou C++17. Les modifications qui ont été acceptées ou discutées pour inclusion dans C++20 incluent : 

### Langage
- Concepts (en)[9].
- Module[10].
- Initialiseurs nommés[11] (basés sur la fonctionnalité C99).
- Capture de [=, this] par les lambda[12].
- Extension de la syntaxe des templates aux lambdas génériques[13].
- Comparaison trilatérale à l'aide de l'opérateur "spaceship" : operator<=>[14].
- Initialisation de variables dans l'instruction range-based for[15].
- Lambdas dans des contextes non évalués[16].
- Lambdas sans état constructibles et assignables par défaut[17].
- Pack extensions autorisés dans la capture par les lambda[18].
- Utilisation des chaînes littérales comme paramètres de templates[19].
- Typename facultatif dans certaines circonstances[20].
- Nouveaux attributs standard [[no_unique_address]][21], [[likely]] et [[unlikely]][22].
- explicit conditionnel permettant au modificateur explicit de dépendre d'une expression booléenne[23].
- Extension de constexpr aux fonctions virtuelles[24], union[25], try - catch[26], dynamic_cast et typeid[27], std::pointer_traits[28].
- Nouveau mot-clé consteval imposant l'évaluation à la compilation d'une fonction[29].
- L'utilisation du complément à deux pour représenter les entiers signés devient obligatoire[30].
- Révision du modèle de mémoire[31].
- Diverses améliorations des structured binding : interaction avec la capture des lambda, durée de stockage statique et thread_local[32].
- coroutines[33].
- Extension de using aux énumérations enum class[34].
- Mot-clé constinit impose l'initialisation constante d'une variable constante statique[35].

### Bibliothèque
- Ranges (One Ranges Proposal)[36].
- std::make_shared et std::allocate_shared sur les tableaux[37]
- Pointeurs intelligents atomiques std::atomic<shared_ptr<T>> et std::atomic<weak_ptr<T>>[38].
- std::to_address pour convertir un pointeur en pointeur brut[39].
- ajouts de calendriers et de fuseaux horaires à <chrono>[40].
- std::span fournissant une vue sur un tableau contigu (analogue à std::string_view mais avec la possibilité de modifier la séquence référencée)[41].
- std::erase et std::erase_if simplifiant l'effacement des éléments pour la plupart des conteneurs standard[42].
- Fichier d'en-tête <version>[43].
- std::bit_cast<> pour la conversion des représentations d'objets, moins verbeux que memcpy() et capable d'exploiter les structures internes du compilateur[44].
- Macros de test de présence de fonctionnalités[45].
- Généralisation de constexpr dans la bibliothèque standard[46].
- Fonctions d'initialisation par défaut des pointeurs intelligents[47].
- Fonction std::map::contains[48].
- Opérations binaires : comptage du nombre de zéro ou de un, en début ou en fin de nombre, rotation de bit[49].
- Manipulation de puissance de 2[50],[51],[52].
- std::bind_front[53].

### Ajouts et modifications de mots clés
Ajout de nombreux nouveaux mots-clés : concept, constinit, consteval, co_await, co_return, co_yield, requires et char8_t (support d'UTF-8).
Ajout d'identifiants avec une signification particulière : import et module.

### Publication deTechnical Specification
- Parallelism TS v2[55].
- Networking  TS v1[56]
- Reflection TS v1[57]

### Reporté à une version ultérieure
- Contrats : un nouveau groupe d'étude (SG21) a été formé pour travailler sur une nouvelle proposition[58]
- Réflexion[59],[60].
- Métaclasses[61].
- Exécuteurs[62].
- Gestion du réseau[63],[64],  y compris asynchrone, services d'entrée/sortie de base, temporisations, tampons et flux orientés tampon, sockets et protocoles Internet (bloqués par les exécuteurs).
- Propriétés[65].
- Futures étendus[66].

## Fonctionnalités supprimées et dépréciées
C++20 a également supprimé certaines fonctionnalités :
- Les en-têtes dérivés du C <ccomplex>, <ciso646>, <cstdalign>, <cstdbool> et <ctgmath> ont été supprimés car inutiles en C++ (les en-tête <*.h> restent, pour la compatibilité avec C. ).
- L'utilisation de throw() comme spécification d'exception a été supprimée.
- Certaines fonctionnalités de bibliothèque précédemment dépréciées ont été supprimées, notamment std::uncaught_exception, std::raw_storage_iterator, std::is_literal_type, std::is_literal_type_v, std::result_of et std::result_of_t.

Les fonctionnalités dépréciées incluent :
- L'utilisation de l'opérateur virgule dans les expressions d'indiçage[67].
- La plupart des usages de volatile[68].